# Tomasz Szewczak
 (août 2017).
Si vous disposez d'ouvrages ou d'articles de référence ou si vous connaissez des sites web de qualité traitant du thème abordé ici, merci de compléter l'article en donnant les références utiles à sa vérifiabilité et en les liant à la section « Notes et références ».
Tomasz Szewczak, né le 13 juin 1977 à Olsztyn, est un judoka polonais, pratiquant également le Ju-jitsu.

## Palmarès

### Judo
- Championnat de Pologne
  -  Vice-champion national en 1999 et 2000
  -  Médaille de bronze au championnat national de 2001

### Ju-jitsu
- Championnats du monde
  -  Champion du monde en 2011
  -  Vice-champion du monde en 2006 et 2016
  -  médaille de bronze en 2008, 2011 et 2015
- Championnats d'Europe
  -  Champion d'Europe en 2009
  -  Vice-champion d'Europe en 2005, 2007 et 2011
  -  médaille de bronze en 2003, 2013 et 2015
- Jeux mondiaux
  -  Médaille d'or en moins de 94 kg en 2017
  -  Médaille d'argent en moins de 94 kg en 2013
- Championnat de Pologne
  -  Champion national en 2003, de 2005 à 2009, en 2011, 2014, 2015 et 2017.